# شهرستان کوی‌سنجق
شهرستان کوی‌سَنجَق یکی از شهرستان‌های استان اربیل عراق است.
مرکز این شهرستان، شهر کوی‌سنجق است.